# Témeno
Témeno (en griego Τέμενος), en la mitología griega, fue el hijo de Aristómaco y hermano de Cresfontes y de Aristodemo. Era uno de los Heraclidas: un tataranieto de Heracles, y ayudó a liderar el quinto y definitivo ataque a Micenas en el Peloponeso, y llegó a ser el rey de Argos. Con Témeno se termina la época mítico-heroica de Argos.
Témeno tuvo varios hijos, entre quienes están: Agelao, Eurípilo y Calias; pero también Agreo, Arquelao, Cárano, Cerines, Ciso, Clito (rey de los aqueos según Higino) y Falces (rey de Sición). También tuvo una hija, Hirneto, esposa de Deifontes. Fidón era un descendiente lejano de Témeno o bien hijo o hermano de Cárano.

## La profecía del Oráculo
Témeno y sus hermanos se quejaron ante el oráculo que sus instrucciones habían probado ser fatales para aquellos que las seguían. (El oráculo le había dicho a Hilo a través del estrecho pasaje, cuando el tercer fruto esté maduro). Se les respondió que el "tercer fruto" significaba la tercera generación y que el "estrecho pasaje" no era el Istmo de Corinto, sino el Estrecho de Patras.
Ellos acordaron construir una flota en Naupacto, pero antes de zarpar Aristodemo fue alcanzado por un rayo, (se asume que pudo ser a través de la voluntad de Apolo) y la flota destruida, porque uno de los Heraclidas había asesinado un adivino acarnaniano.
El oráculo, habiendo sido consultado nuevamente por Témeno, le solicitó que realizara un sacrificio expiatorio, desterrar al asesino por diez años y buscar a un hombre con tres ojos para que sirviera como guía.
A su regreso a Naupacto, Témeno se encontró con Óxilo, nativo de Etolia, que era tuerto, montando sobre un equino, lo que hacia que sumaran tres ojos y de inmediato lo colocó bajo su servicio. Los Heraclidas repararon sus barcos, navegaron de Naupacto a Antirrio y de ahí a Patras en el Peloponeso.

## Conquista del Peloponeso
Una batalla decisiva fue la que se desarrolló contra Tisámeno, hijo de Orestes, el gobernante en la península, que fue derrotado y muerto. Los Heraclidas que para entonces se habían convertido prácticamente en amos y señores del Peloponeso, procedieron a distribuir el territorio entre ellos mismos. Argos fue para Témeno, Lacedemonia para Procles y Eurístenes, los gemelos hijos de Aristodemo, y Mesenia a Cresfontes.
El fértil valle de Elis fue reservado por acuerdo para Óxilo. Los Heraclidas reinaron en Lacedemonia hasta el año 221 a. C., pero desaparecieron antes en otras regiones.
Esta conquista del Peloponeso por los dorios, comúnmente llamada "El retorno de los Heraclidas", es representada como la recuperación de los derechos hereditarios de los descendientes de Hércules. Los dorios siguieron la costumbre de otras civilizaciones griegas de vincular su genealogía hasta alguno de los héroes legendarios, sin embargo las tradiciones no deben considerase como completamente mitológicas. Ellos representan una invasión conjunta del Peloponeso por los Etolios y los dorios, estos últimos habían sido empujados hacia el sur de su hogar original del norte por Tesalia.

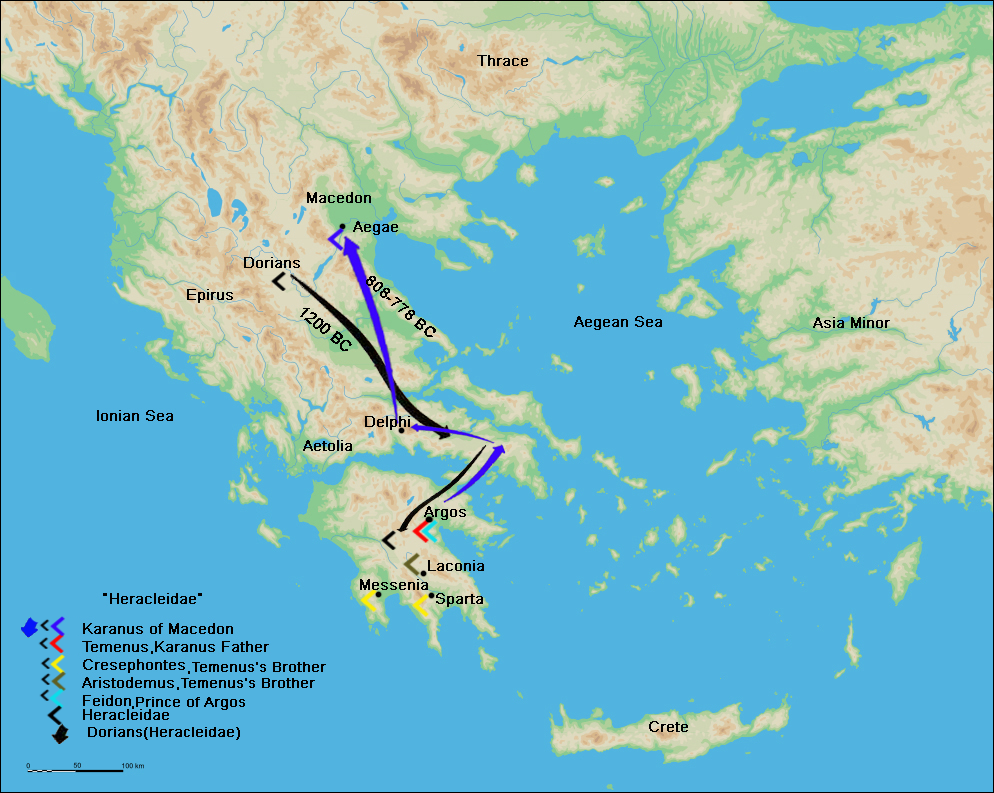
El retorno de los Heraclidas

## Visión histórica
Es notable que no hay una mención importante de la invasión Heraclida por Homero o Hesíodo. Heródoto menciona a algunos poetas que celebraron sus victorias, pero estas menciones son limitadas a eventos que sucedieron inmediatamente a la muerte de Hércules. La historia fue primero ampliada por las tragedias griegas, quienes probablemente se inspiraron en las leyendas locales que glorificaban los servicios prestados por Atenas a los gobernantes del Peloponeso.
| Predecesor: Tisámeno | Reyes de Argos | Sucesor: Fedón |